# 梨花女子外國語高等學校
梨花女子外國語高等學校（：／）是大韩民国的一所外国语学校，位于首爾特別市中区统一路4-30（巡和洞1-1）。梨花女子外國語高等學校有两个英语学科，两个法语学科，1个德语学科，1个汉语学科。
1. ↑  .   [4 November 2015].[永久]